# Kula Statilić u Segetu Donjem
Kula Statilić u mjestu Segetu Donjem, ulica don Vjekoslava Bilote, općina Seget, zaštićeno kulturno dobro.

## Opis dobra
Sjeveroistočno od utvrđenog naselja Seget Donji u trogirskom Malom polju početkom 16. st. podignuta je kula obitelji Statileo-Statilić. Četverokatna građevina sa skošenjem u prizemlju od gornjih katova je odijeljena polukružnim vijencem. Prvotno je podignuta dvokatna kula s kruništem na konzolama. Kasnije je dograđena i presvođena križnim svodom nad kojim je terasa s kruništem. Na razini drugog kata uzidana je mramorna ploča s grbom u maniri Ivana Duknovića. Nad grbom stoji gušter obavijajući ga repom. Ispod na traci visi natpis na stiliziranoj kartuši. Vitka renesansna kula služila je za zaštitu polja i obranu kopnenog teritorija Trogira u vrijeme prodora Turaka. Obnovljena je 1958. godine.

## Zaštita
Pod oznakom Z-4699 zavedena je kao nepokretno kulturno dobro - pojedinačno, pravna statusa zaštićena kulturnog dobra, klasificirano kao "vojne i obrambene građevine".